# آلمانی‌های قزاقستان
آلمانی‌ها قزاقستان یا آلمانی‌های قزاقستانی (به آلمانی: Kasachstandeutsche) یک گروه اقلیت در کشور قزاقستان هستند و درصد کمی از جمعیت آن کشور را تشکیل می‌دهند. امروزه آنها بیشتر در قسمت شمال شرقی کشور بین شهرهای نورسلطان و اوسکمن زندگی می‌کنند و اکثریت آنها شهرنشین هستند. آن‌ها در زمان فروپاشی اتحاد جماهیر شوروی تقریباً دارای یک میلیون نفر جمعیت بودند، اکثر آنها از آن زمان، معمولاً به آلمان یا روسیه مهاجرت کرده‌اند. با این حال، پس از کاهش قابل توجه از جمعیتشان از سال‌های ۱۹۸۹ تا ۲۰۰۹، از سال ۲۰۱۵ جمعیت آن‌ها اندکی افزایش یافته‌است.

## تاریخ
اکثر آنها از فرزندان آلمانی‌های ولگا هستند که بلافاصله پس از حمله آلمان نازی در جنگ جهانی دوم در پاییز ۱۹۴۱ میلادی از جمهوری خودمختار شوروی سوسیالیستی آلمانی ولگا به جمهوری شوروی سوسیالیستی قزاقستان تبعید شدند.
بخش‌های زیادی از جامعه آنان در سیستم اردوگاه کار شوروی به عنوان زندانی مشغول بودند.
پس از تبعید، آلمانی‌های ولگا و دیگر اقلیت‌های تبعید شده، در معرض همگون‌سازی فرهنگی اجباری و تغییر فرهنگی به فرهنگ مردم روس قرار گرفتند. روشهای دستیابی به این هدف شامل ممنوعیت استفاده عمومی از زبان آلمانی و آموزش به آلمانی، لغو تعطیلات سنتی آلمانی‌ها و ممنوعیت اجرای آنها در ملاء عام و ممنوعیت جابجایی در میان دیگران بود.
این اقدامات توسط ژوزف استالین وضع شده بود، گرچه جامعه آلمانی ولگا به‌طور کلی به هیچ وجه وابسته به آلمان نازی نبود و آلمانی‌های ولگا قرن‌ها شهروندان وفادار امپراتوری روسیه و بعداً اتحاد جماهیر شوروی بودند. با این حال، این محدودیت‌ها در طول دوره " خروشچف " پایان یافت.
در سال ۱۹۷۲ ، بیش از ۳۵۰۰ آلمانی روس با ارسال مجدد طوماری به مسکو خواستار ایجاد جمهوری خودمختار در مناطق ولگا شدند. دولت با یک کمیته موقتی به بررسی این درخواست پاسخ داد. در ۱۹۷۶، کمیسیون سرانجام با ایجاد اوبلاست خودمختار (استان) در شمال قزاقستان، با مرکزیت اریمنتاو، ۱۴۰ کیلومتری تسلینوگراد (شهری در سرزمین بکر و مرکز منطقه سرزمین‌های بکر) موافقت کرد. این منطقه تا حدی در «سرزمین‌های بکر» واقع شده‌است، که پیش از این ۴۱٫۸ میلیون هکتار را به تولید کشاورزی رسانده بود، اگرچه این منطقه یکی از کم توسعه‌ترین مناطق قزاقستان بوده‌است. موفقیت تمرکز کشاورزی خروشچف تا حد زیادی به دلیل کار آلمانی‌تبارهای تبعید شده در آنجا بود. این پیشنهاد دولت در قزاقستان مخالفت‌های زیادی از سوی ساکنان بومی آن ایجاد کرد، از جمله اعتراض عمومی، که در اتحاد جماهیر شوروی نادر بود. تلاش بسیاری برای مخفی نگه داشتن تظاهرات انجام شد. رهبران حزب کمونیست محلی نیز به شدت با این طرح مخالفت کردند ، زیرا این امر اقتدار آنها را در اتحاد جماهیر شوروی قزاقستان کاهش می‌دهد. در نهایت، هیچ نتیجه ای بدست نیامد، ایده ایجاد سرزمین برای آلمانی‌ها در قزاقستان حتی از طرف آلمانی‌های روس نیز مورد حمایت قرار نگرفت، آنها معتقد بودند که بازسازی جمهوری ولگا تنها راه برای احیای کامل و احیای حقوق آنها است.
بر اساس سرشماری سال ۱۹۸۹، تعداد زیادی از شهروندان آلمانی‌تبار در قزاقستان زندگی می‌کردند که ۹۵۷٬۵۱۸ نفر یا ۵٫۸ درصد از کل جمعیت این کشور را شامل می‌شد، بیشتر از کل تعداد آلمانی‌ها در روسیه از جمله سیبری (۸۴۱٬۲۹۵).
با توجه به قانون بازگشت آلمانی‌ها به آلمان که به آلمانی‌های خارج از کشور که به اجبار کوچ داده شده بودند، امکان بازگشت به سرزمین آلمان را می‌داد، آلمانی‌های ولگا می‌توانستند پس از فروپاشی اتحاد جماهیر شوروی به آلمان مهاجرت کنند. اما با توجه به سوء استفاده گسترده از این قانون و عدم علاقه به آن‌ها به دلیل پذیرش فرهنگ روسی از جانب این مهاجران تازه‌وارد آلمان این سیاست را در طول اوایل قرن ۲۱ لغو کرد. در سال ۲۰۰۹ روسیه جایگزین آلمان به عنوان مقصد اصلی مهاجران آلمانی‌های قزاقستانی شد. در سال ۱۹۹۹، ۳۵۳٬۴۴۱ آلمانی در قزاقستان ساکن بودند.
تعداد کمی از آلمانی‌ها طی چند سال گذشته از آلمان به قزاقستان بازگشته اند، آن‌ها قادر به پذیرش فرهنگ آلمانی نیستند. سازمان تولد دوباره، که در سال ۱۹۸۹ تأسیس شد، امور فرهنگی و اجتماعی جامعه نژادی آلمان را اداره می‌کند.
اکثر آلمانی‌های قزاقستان فقط روسی صحبت می‌کنند. بیشتر آنها از لحاظ تاریخی پیرو پروتستانتیسم بودند، اما برخی از آن‌ها نیز کاتولیک رومی هستند و گروهی ارتدکس روسی را پذیرفته اند. احتمالاً امروزه بسیاری از آن‌ها، بی‌دین هستند. بیشترین تراکم آلمانی‌ها در قزاقستان را می‌توان در امتداد شهرها و روستاهای منطقه شمالی یافت، مانند اسپن (۱۱٫۱۹٪)، تاران (۱۰٫۱۴٪) و بورودولیخا (۱۱٫۴۰٪).

## جمعیت‌شناسی
| [ ۷ ] | جمعیت   | تولد زنده | مرگ و میر | تغییر طبیعی | نرخ تولد خام (در هر ۱۰۰۰) | نرخ مرگ و میر خام (در هر ۱۰۰۰) | تغییرات طبیعی (در ۱۰۰۰) | مهاجرت خالص |
| ----- | ------- | --------- | --------- | ----------- | ------------------------- | ------------------------------ | ----------------------- | ----------- |
| ۱۹۹۹  | ۳۵۳٬۴۴۱ | ۴۷۶۵      | ۳۵۲۴      | ۱ ۲۴۱       | ۱۴٫۰                      | ۱۰٫۵                           | ۳٫۵                     |             |
| ۲۰۰۰  |         |           |           |             |                           |                                |                         |             |
| ۲۰۰۱  |         |           |           |             |                           |                                |                         |             |
| ۲۰۰۲  |         |           |           |             |                           |                                |                         |             |
| ۲۰۰۳  |         |           |           |             |                           |                                |                         |             |
| ۲۰۰۴  |         |           |           |             |                           |                                |                         |             |
| ۲۰۰۵  |         |           |           |             |                           |                                |                         |             |
| ۲۰۰۶  |         |           |           |             |                           |                                |                         |             |
| ۲۰۰۷  |         | ۴۲۶۷      | ۲۶۰۶      | ۱۶۶۱        | ۱۹٫۳                      | ۱۲٫۱                           | ۷٫۲                     |             |
| ۲۰۰۸  |         | ۴۸۱۰      | ۲۵۸۵      | ۲۲۲۵        | ۲۱٫۸                      | ۱۱٫۹                           | ۹٫۹                     |             |
| ۲۰۰۹  | ۱۷۸٬۴۷۶ |           |           |             |                           |                                |                         |             |
| ۲۰۱۰  | ۱۷۹٬۳۹۸ | ۴ ۵۷۳     | ۲ ۴۶۹     | ۲ ۱۰۴       | ۲۵٫۵                      | ۱۳٫۸                           | ۱۱٫۷                    | ،۱٬۱۱۱      |
| ۲۰۱۱  | ۱۸۰٬۳۷۶ | ۴ ۴۰۵     | ۲ ۴۸۱     | ۱ ۹۲۴       | ۲۴٫۴                      | ۱۳٫۸                           | ۱۰٫۶                    | ۱٬۴۶۵ پوند  |
| ۲۰۱۲  | ۱۸۰٬۸۳۲ | ۴ ۳۸۰     | ۲ ۴۰۵     | ۱ ۹۷۵       | ۲۴٫۲                      | ۱۳٫۳                           | ۱۰٫۹                    | ۱٬۴۸۴ پوند  |
| ۲۰۱۳  | ۱۸۱٬۳۴۸ | ۴ ۳۱۹     | ۲ ۲۱۳     | ۲ ۱۰۶       | ۲۳٫۸                      | ۱۲٫۲                           | ۱۱٫۶                    | ۱٬۴۶۸ پوند  |
| ۲۰۱۴  | ۱۸۱٬۹۲۸ | ۴ ۲۴۱     | ۲ ۱۱۰     | ۲ ۱۳۱       | ۲۳٫۳                      | ۱۱٫۶                           | ۱۱٫۷                    | ۲٬۱۰۱ پوند  |
| ۲۰۱۵  | ۱۸۱٬۹۵۸ |           |           |             |                           |                                |                         |             |
| ۲۰۱۶  |         |           |           |             |                           |                                |                         |             |
| ۲۰۱۷  |         |           |           |             |                           |                                |                         |             |
| ۲۰۱۸  | ۱۷۹٬۴۷۶ |           |           |             |                           |                                |                         |             |